# Марик, Ирен
Ирен Марик (англ. Irén Marik; 1905—1986) — венгерско-американская пианистка.

## Биография
Окончила Музыкальную академию имени Листа в Будапеште у Имре Штефаньяи, затем училась в Лондоне у ученика Лешетицкого Джорджа Вудхауза; на протяжении нескольких месяцев брала также уроки у Белы Бартока, занимаясь сочинениями Иоганна Себастьяна Баха, Моцарта и Бетховена. Начиная с 1927 г., концертировала в разных европейских странах.
В 1946 г. была приглашена на гастроли в США, выступала с произведениями Баха, Бетховена, Бартока, Шопена, Листа; после перехода власти в Венгрии в руки коммунистов оформила американское гражданство. В середине 1950-х гг. осуществила несколько записей для некоммерческого лейбла Zodiac Records, одна из которых вызвала одобрительную рецензию Гарольда Шонберга. Преподавала в женском колледже в штате Виргиния; периодически выступала с Национальным симфоническим оркестром в Вашингтоне. В 1970 г. вышла на пенсию и поселилась в пустынном районе в Калифорнии, по соседству со старой подругой писательницей Ивлин Итон (преподавая в одном колледже, они жили в одном доме), сделавшей Марик прототипом главной героини своего романа «I Saw My Mortal Sight» (1959). Играла для жителей городка в гостиной своего дома, записывала свою игру для собственного пользования; по инициативе Итон несколько записей были выпущены на приобретённой ею домашней студии звукозаписи в количестве 200 копий.
В горах недалеко от Лоун Пайн, среди скал, создала Deepest Valley Theater — сценическую площадку на открытом воздухе, давала на ней концерты, в которых участвовал также Джон Ранк (англ. John Ranck).
Завещала все свои записи разыскавшему её незадолго до смерти музыковеду Аллану Эвансу, выпустившему в 2004 и 2006 гг. два двойных альбома Марик, вызвавших значительный интерес.

### Семья
Брат — Миклош, хирург.
Брат — Пауль, дипломат.

## Избранная дискография
- From Bach to Bartok (записи 1956—1983). — Arbiter Records, 2006[2][6].
- Irén Marik: From Mozart to Messaien. — Arbiter Records, 2007[3]
- Bartók in the Desert: The Art of Irén Marik. — Arbiter Records, 2009[5]